# Sint-Servaaskapel (Maastricht)
De Sint-Servaaskapel, ook wel dagkapel van de Sint-Servaasbasiliek, is een kapel in gotische, deels neogotische stijl, die onderdeel is van het Sint-Servaascomplex in de Nederlandse stad Maastricht. De kapel is ondergebracht in de voormalige refter of kapittelzaal van het Sint-Servaaskapittel. De gewelfde ruimte deed van 1873 tot 1982 dienst als schatkamer van de Sint-Servaaskerk en is sinds 1984 in gebruik als dagkapel van de Sint-Servaasparochie. De kapel met aangrenzende sacristie ligt aan het Sint Servaasklooster, maar is uitsluitend toegankelijk vanaf het Keizer Karelplein, via de zogenaamde 'lange gang' van de kruisgang van de Sint-Servaasbasiliek.

## Geschiedenis

### Een prestigieus gebouw?
Over de oorspronkelijke klooster- en kapittelgebouwen bij de Sint-Servaaskerk is weinig bekend. Waarschijnlijk bestond de Sint-Servaasabdij, de voorloper van het kapittel, al sinds de achtste eeuw, maar het is niet duidelijk waar de monniken woonden. Sinds de vondst in 1988 van het grafkruis van de elfde-eeuwse proost Humbertus staat vast dat deze de bestaande kloostergebouwen liet vernieuwen.
|                                                  |  |  |
| Sleutelgatvenster en kraaienpootreliëf, 12e eeuw |  |  |

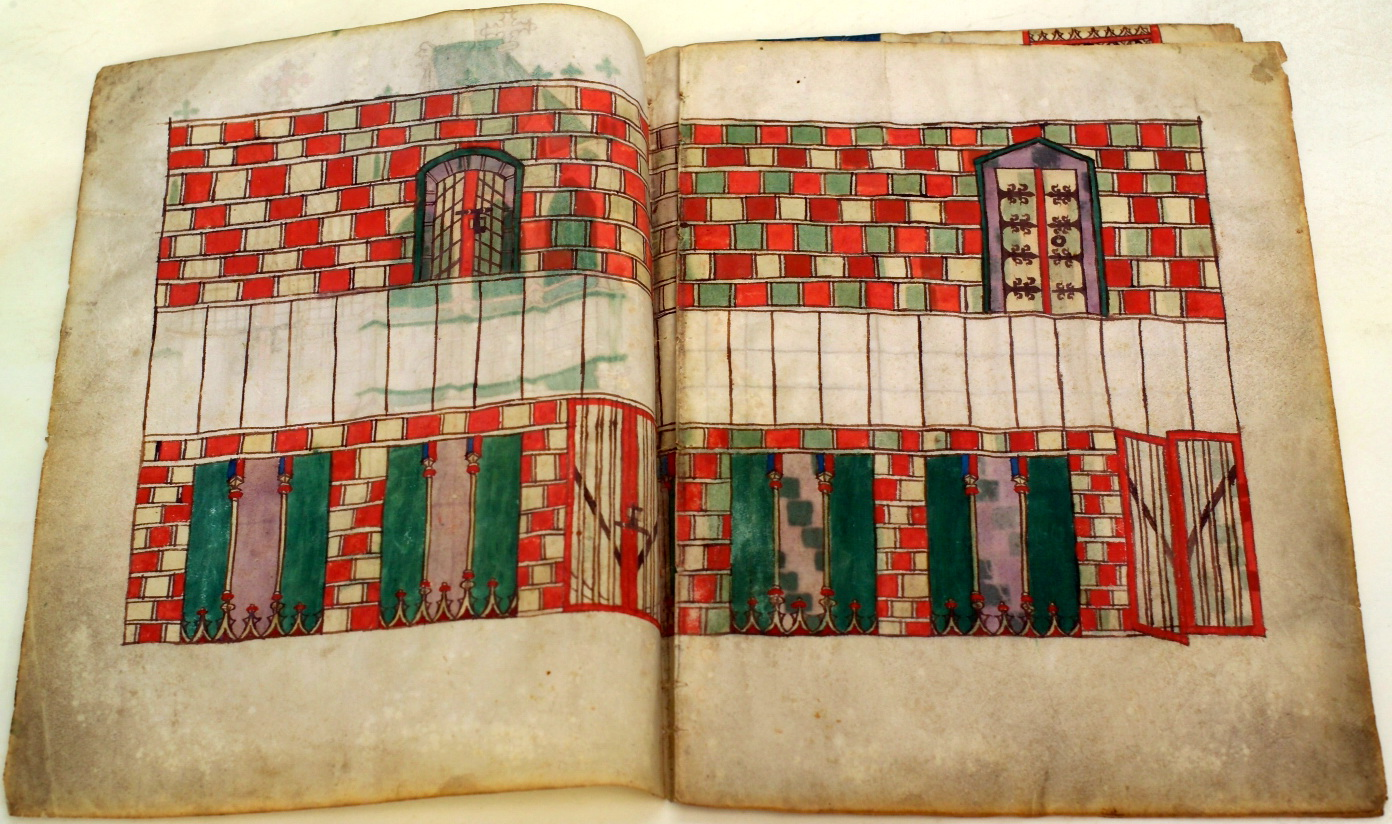
Ontwerptekening gotische kruisgang, ca. 1460

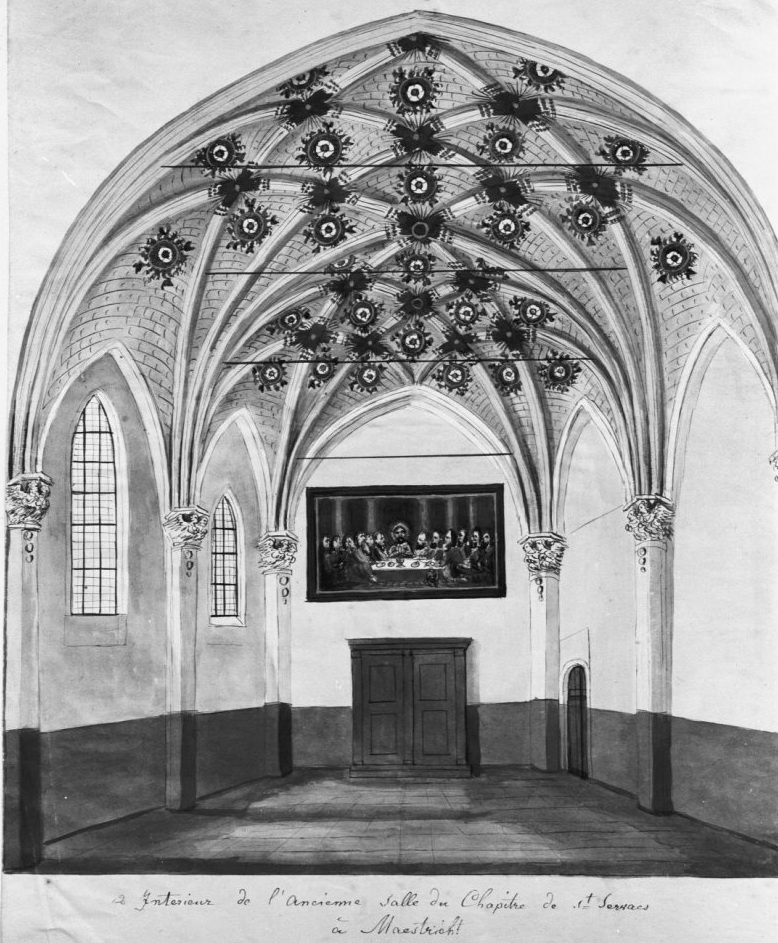
Voormalige kapittelzaal of refter (Ph. v. Gulpen, ca. 1840)

Vanaf de twaalfde eeuw leefden de geestelijken, toen kanunniken genoemd, niet meer gezamenlijk, maar de kloostergebouwen bleven in gebruik. In 1953-'54 werden tijdens archeologische opgravingen door de Rijksdienst voor het Oudheidkundig Bodemonderzoek onder andere restanten van oudere kloostergebouwen gevonden. De resultaten van het onderzoek zijn tot op heden grotendeels ongepubliceerd, zodat onduidelijk is uit welke periode deze dateren.
De Nederlandse kunsthistorica Elizabeth den Hartog, gespecialiseerd in de romaanse beeldhouwkunst van het Maasland, vermoedt dat in de middeleeuwen aan de westelijke kruisgang (langs het Sint Servaasklooster) een prestigieus bouwwerk lag. De gebouwen zijn in de zestiende en negentiende eeuw ingrijpend verbouwd, maar op de zolder boven het gewelf van de 'lange gang' zijn romaanse architectuurfragmenten te zien, waaronder een 20 meter lang fries met kraaienpoten en een sleutelgatvormig raam. Dat laatste deed Den Hartog denken aan de verdwenen twaalfde-eeuwse kruisgang van de Sint-Gereonkerk in Keulen en het aartsbisschoppelijk paleis in dezelfde stad, beide met soortgelijke vensteropeningen. Mogelijk was het Maastrichtse gebouw de oorspronkelijke residentie van de proost of deken van het Sint-Servaaskapittel (zie: proosdij van Sint-Servaas), of een gastenverblijf voor hooggeplaatsten.

### Refter en kapittelschool
|                                                                                          |  |  |
| Olieverfschilderij en lithografie van het Sint Servaasklooster (A. Schaepkens, ca. 1840) |  |  |

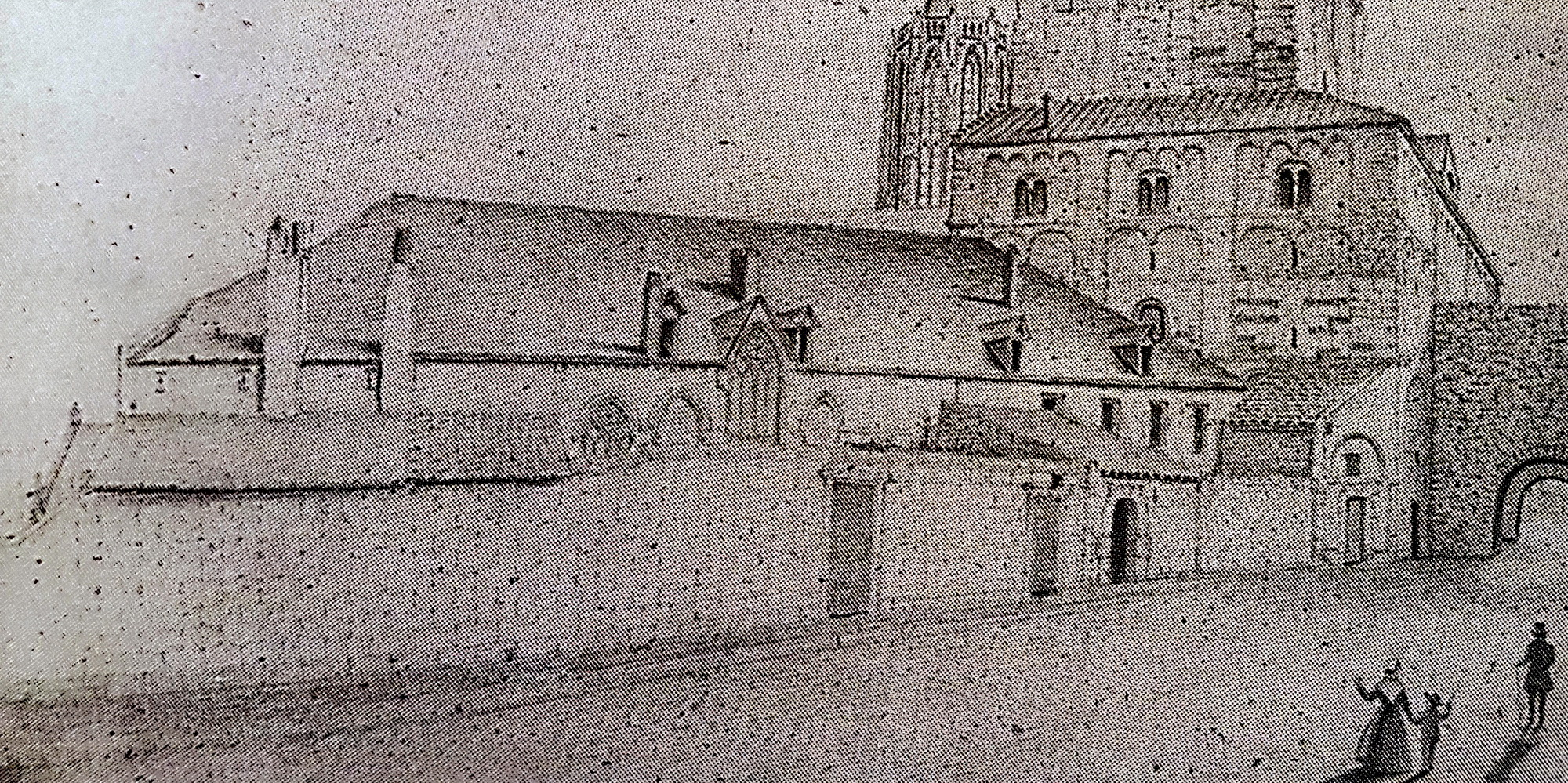
Voormalige kapittelgebouwen aan het Sint Servaasklooster (J. Brabant, ca. 1860)

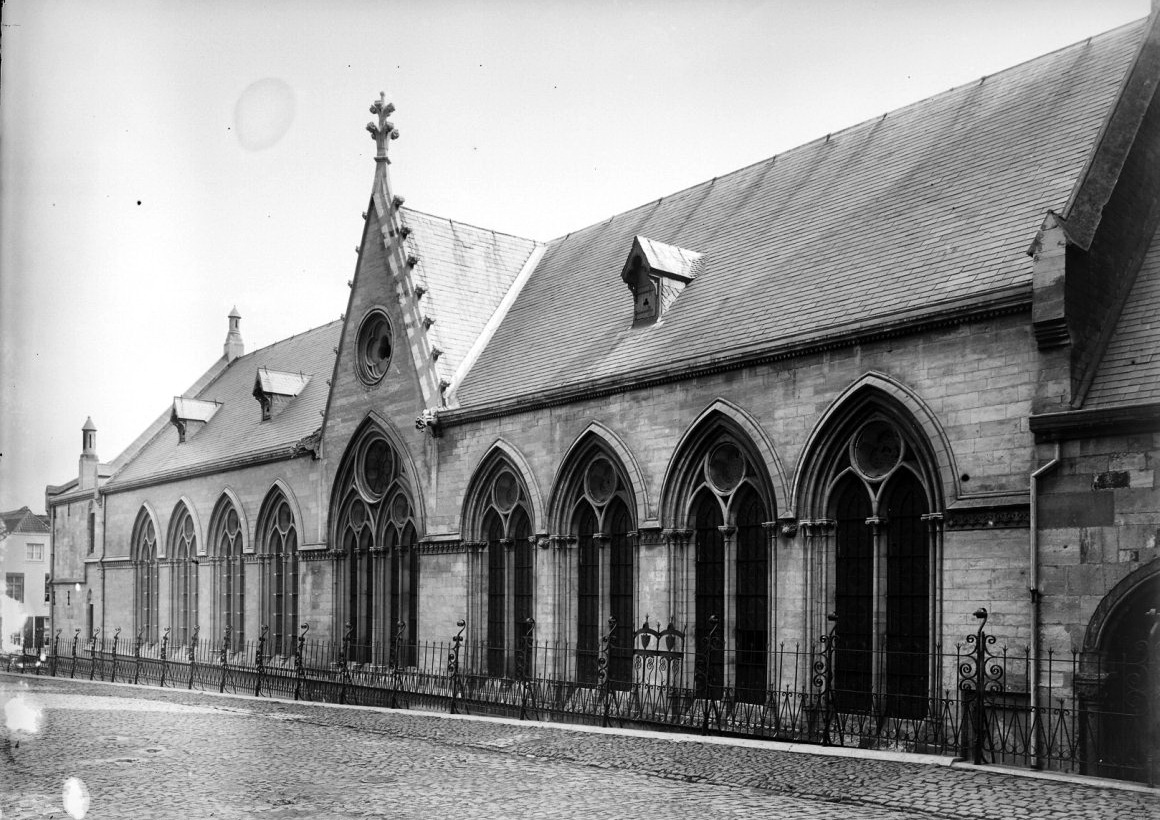
Neogotische puntgevel, 1895

Op een zeker moment kreeg deze vleugel een nieuwe bestemming als kapittelschool en refter. Deze laatste aanduiding zal symbolisch zijn geweest, aangezien de kanunniken van Sint-Servaas al sinds de twaalfde eeuw zelfstandig woonden in kanunnikenhuizen binnen de claustrale singel van de kerk. De maaltijd werd slechts op bijzondere feestdagen gezamenlijk gebruikt. Driemaal per jaar was de refter als zodanig in gebruik: voor het gezamenlijk nuttigen van het kerstmaal na de hoogmis op eerste kerstdag, voor het drinken van een glaasje wijn de dag erna en voor een brooduitdeling aan de armen op Witte Donderdag. De kerstmaaltijd werd aangeboden door de claustrarius of kloosterbewaarder, die naast de refter woonde (de huidige kosterswoning). Daarnaast waren er aan de refter een refterproost en refterleden verbonden, die onder andere de verdeling van de graanopbrengst binnen het kapittel regelden.
In het derde kwart van de vijftiende eeuw begon de bouw van de huidige laatgotische kruisgang. Waarschijnlijk werden in die tijd ook de refter en de kapittelschool vernieuwd. In 1583 was de refter in gebruik als graanopslag voor het garnizoen, in 1673 werd er haver en munitie opgeslagen. Men sprak toen al van de "oude refter". In 1708 kreeg de ruimte onder invloed van het Sulpicianisme opnieuw een geestelijke functie, als oratorium (gebedsruimte) voor de kanunniken.
In 1797 werd het kapittel van Sint-Servaas door de Fransen opgeheven. De gebouwen van het kapittel kregen een seculiere bestemming. Zeven jaar later werd de kerk opnieuw in gebruik genomen als parochiekerk. Na 1807 deed de refter dienst als winterkerk van de parochie. In de negentiende eeuw bewaarde het stadsbestuur zijn graanvoorraden op de zolders van de kloostervleugel aan het Sint Servaasklooster. De kelders onder het complex waren in gebruik als wijnopslag.

### Herbouw en inrichting schatkamer
In 1869 stortte de kelder onder de voormalige kapittelschool in, waardoor het hele gebouw ernstige schade leed. De "restauratie" van dit gedeelte vond in 1870-'75 plaats onder leiding van Johannes Kayser, die het historische ensemble volgens eigen inzichten herbouwde. Vooral het overdreven topgeveltje en het quasi-gotisch gewelf in de huidige sacristie werden sterk bekritiseerd door de rijksambtenaar, waarbij gedreigd werd de subsidies stop te zetten. Rond deze tijd werden tevens de op oudere afbeeldingen te herkennen muur langs het Sint Servaasklooster afgebroken, samen met enkele kleine huisjes, waardoor de straat verbreed kon worden.
In 1892-'95 werd het noordelijk deel van het gebouwencomplex door architect Pierre Cuypers en opzichter Strik onder handen genomen. Ondanks de kritiek op het werk van Kayser enkele jaren eerder, werd ook de voormalige refter voorzien van een nieuwe westelijke muur met neogotische spitsboogramen. Doordat de ruimte met 120 cm werd verlengd, was het bovendien noodzakelijk het oude gewelf van twee traveeën te vervangen. Het ontwerp van het uit drie ongelijke traveeën bestaande nieuwe gewelf was van Cuypers' zoon Joseph, een ontwerp dat volgens Strik herstel van de oorspronkelijke situatie behelsde. De eveneens nieuwe, gebeeldhouwde kraagstenen waren gemodelleerd op de oude, die zich in de collectie van het Rijksmuseum bevinden. De ruimte kreeg een neogotische polychromie en werd bestemd tot schatkamer ("heiligdommenkapel"). De verhuizing van de schatkamer werd gesponsord door Petrus Regout.
In 1900 werd het middendeel opnieuw verbouwd, waarbij de neogotische topgevel moest wijken voor twee spitsboogramen en het kruisribgewelf in dit gedeelte werd vervangen door een tongewelf, dat beter aansloot op het zuidelijk deel. In 1929 werd de schatkamer naar het zuiden uitgebreid, waarbij een verbinding werd gemaakt tussen de Sint-Servaaskapel en de huidige sacristie.

### Dagkapel en sacristie
Vanaf 1965 ijverde de toenmalige schatbewaarder, broeder Sigismund Tagage, voor een terugkeer van de schatkamer naar de oorspronkelijke locatie. Van 1981 tot 1992 werd de Sint-Servaaskerk ingrijpend gerestaureerd, waarbij ook de bijgebouwen rondom de kruisgang een andere bestemming kregen. In 1992 verhuisde de schatkamer naar de historische locatie in de elfde-eeuwse Dubbelkapel in de oostelijke kruisgang. De oude refter werd in 1982-'84 grondig gerestaureerd en ingericht tot dagkapel, de aangrenzende ruimte kreeg een nieuwe bestemming als sacristie. De vloer van de kapel werd met ruim een halve meter verlaagd, waardoor een ruimtelijker effect werd verkregen. De neogotische gewelfschilderingen uit de tijd van Cuypers werden gerestaureerd, maar de drukke wandschilderingen, die omstreeks 1930 onder een laag witte kalk waren verdwenen, werden niet hersteld.

## Beschrijving

### Exterieur
De Sint-Servaaskapel grenst met slechts één gevel (de westgevel) aan de openbare straat. Vanaf het Sint Servaasklooster is de kapel in de lange gevelwand lastig te identificeren. Van de tien neogotische vensters behoren de vier meest noordelijke aan de kapel; de overige zes markeren de sacristie (met acolietenruimte). Tegen de noordgevel van de kapel is omstreeks 1900 een kosterswoning gebouwd. De toegangen tot zowel de kapel als de sacristie bevinden zich in de westelijke kruisgang of "lange gang". Een groot deel van de westmuur in de lange gang is in essentie nog twaalfde-eeuws, hoewel dat alleen op de zolderverdieping nog zichtbaar is. De zestiende-eeuwse deur van de kapel heeft een gebeeldhouwde middenstijl (deurnaald) in Luikse renaissancestijl. Boven deze deur memoreert een wandschildering de opening van de "heiligdommenkapel" (schatkamer) op deze locatie op 22 mei 1895. Op een banderol rondom het wapen van het Sint-Servaaskapittel staat een Bijbelspreuk: "Hunne gedachte zij gezegend, en hun gebeente spruite op uit zijne plaats" (Prediker XI, 6).

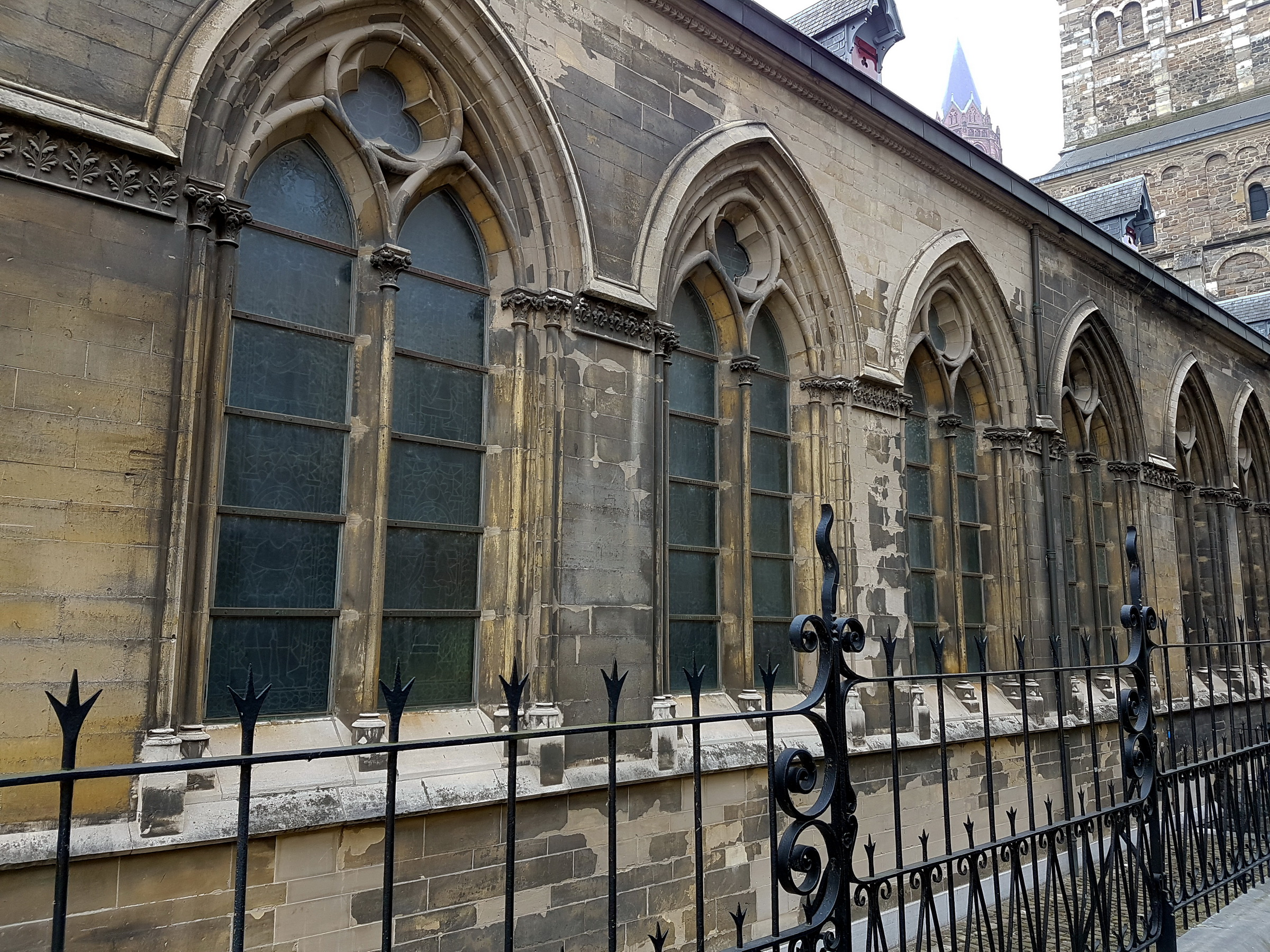
Westgevel Sint Servaasklooster
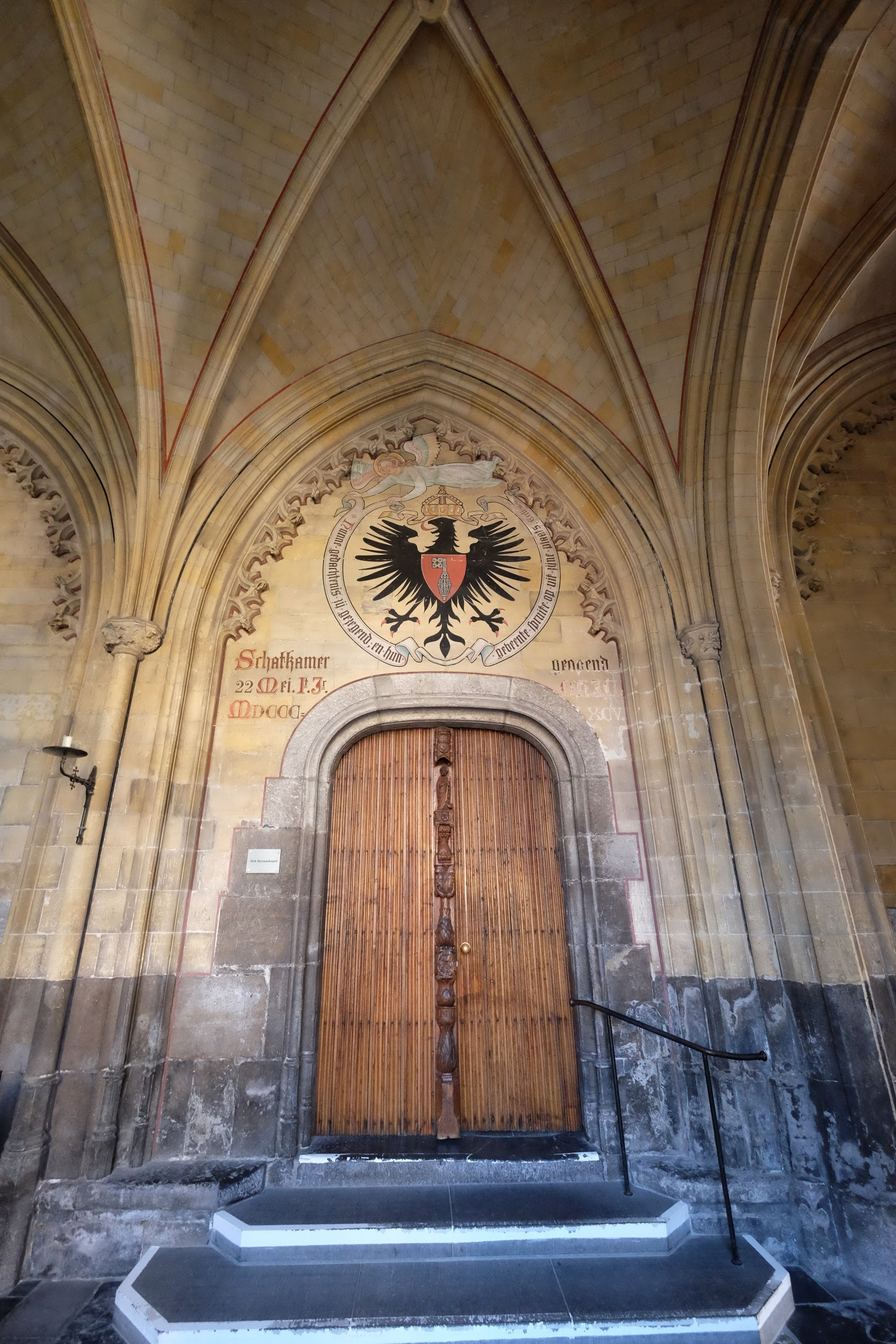
Entree kapel aan de Lange Gang
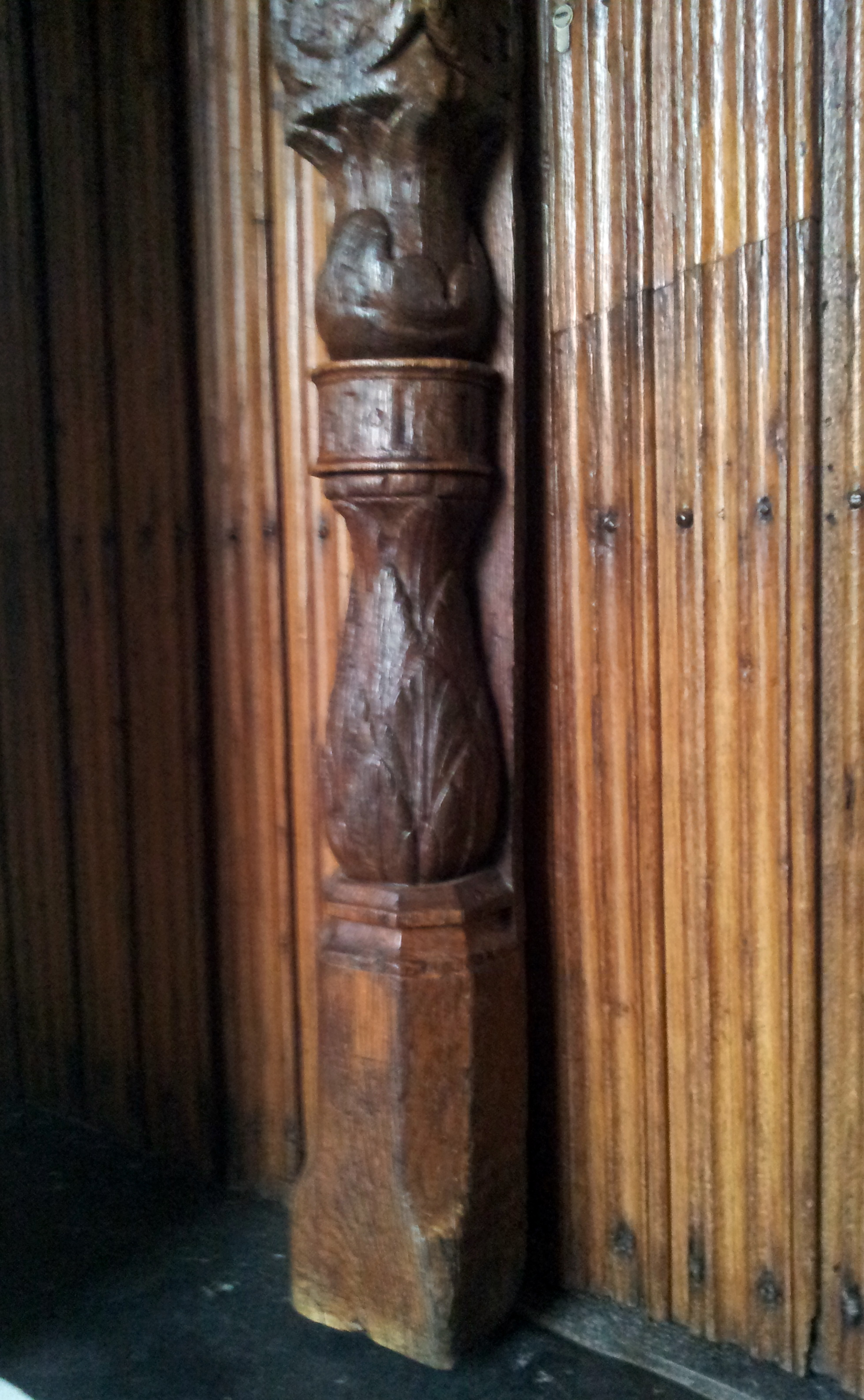
Detail entree: deurnaald
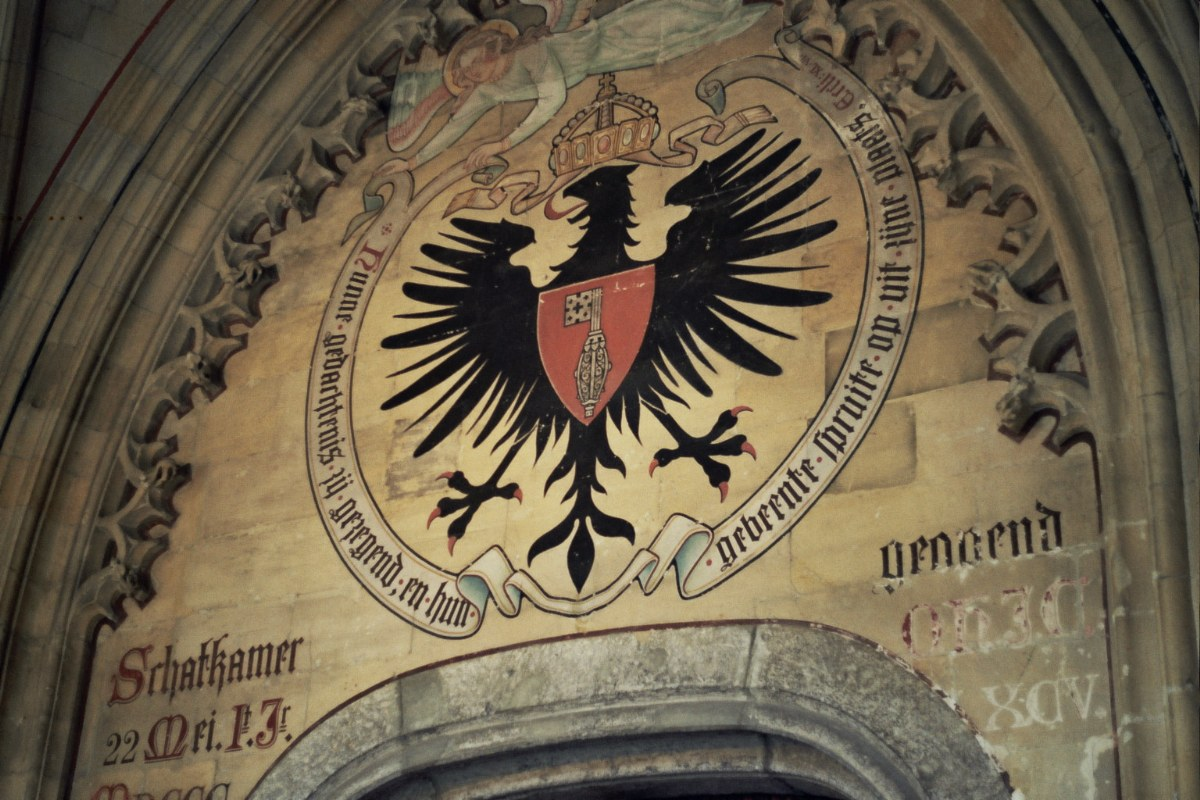
Detail entree: wandschildering voormalige schatkamer

### Interieur kapel
De Sint-Servaaskapel doet tegenwoordig dienst als devotiekapel en dagkapel voor doordeweekse missen. Het gereconstrueerde gotische ribgewelf is omstreeks 1895 opnieuw beschilderd met bloemkransen, naar het oorspronkelijke voorbeeld (zie tekening van Philippe van Gulpen hierboven). De gebeeldhouwde consoles tonen engelen die passiewerktuigen vasthouden.

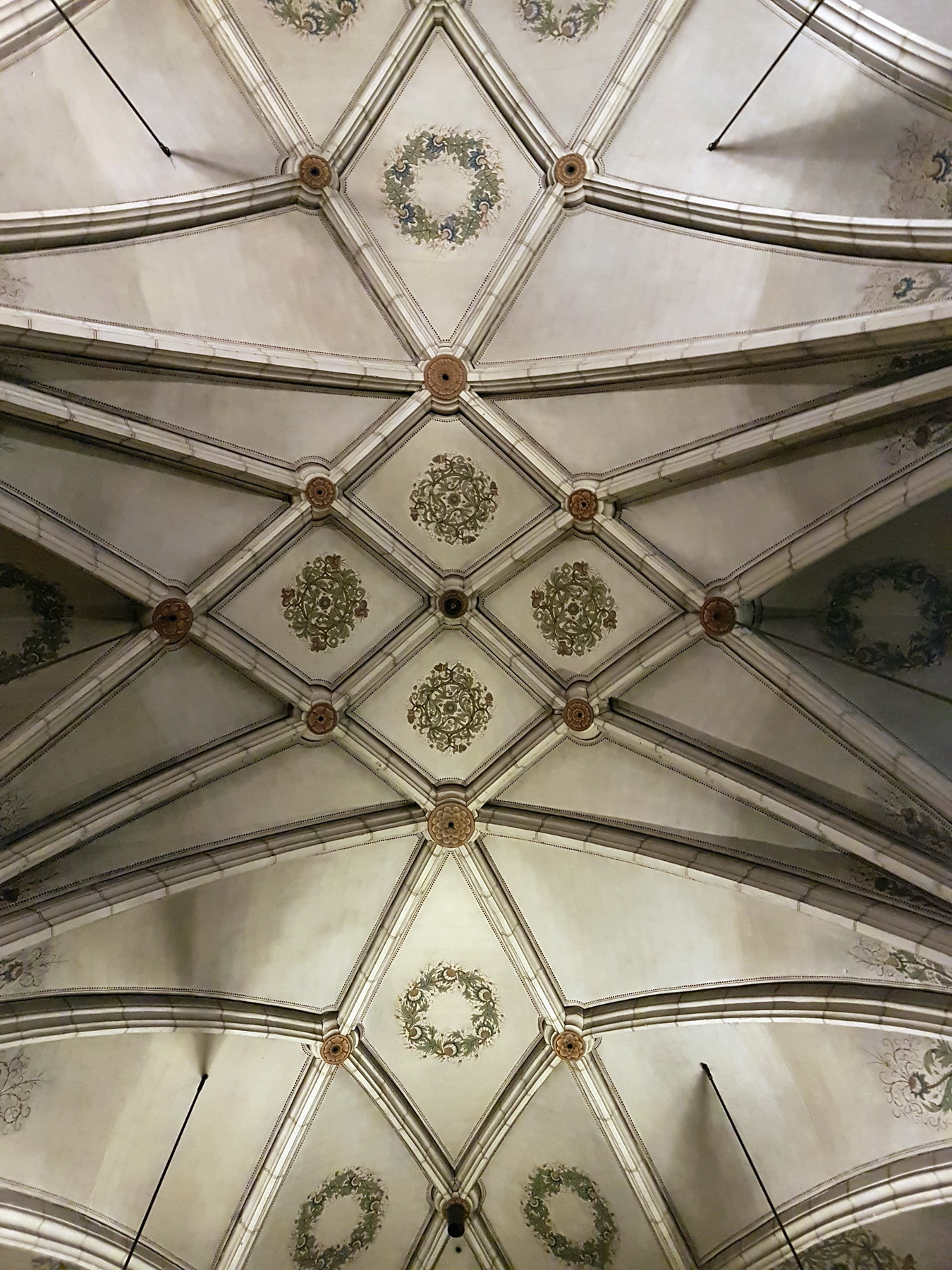
Gotisch gewelf
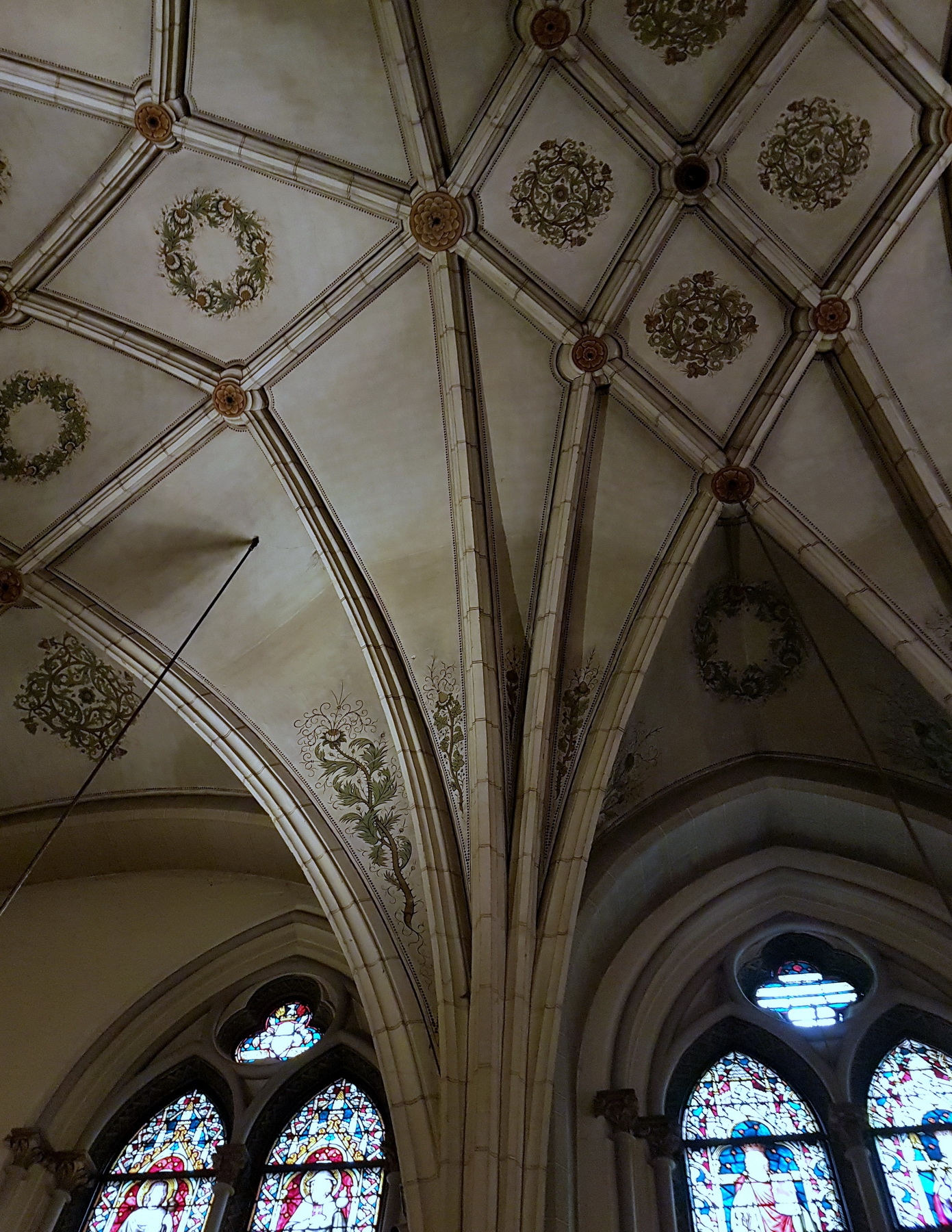
Idem, steunboog
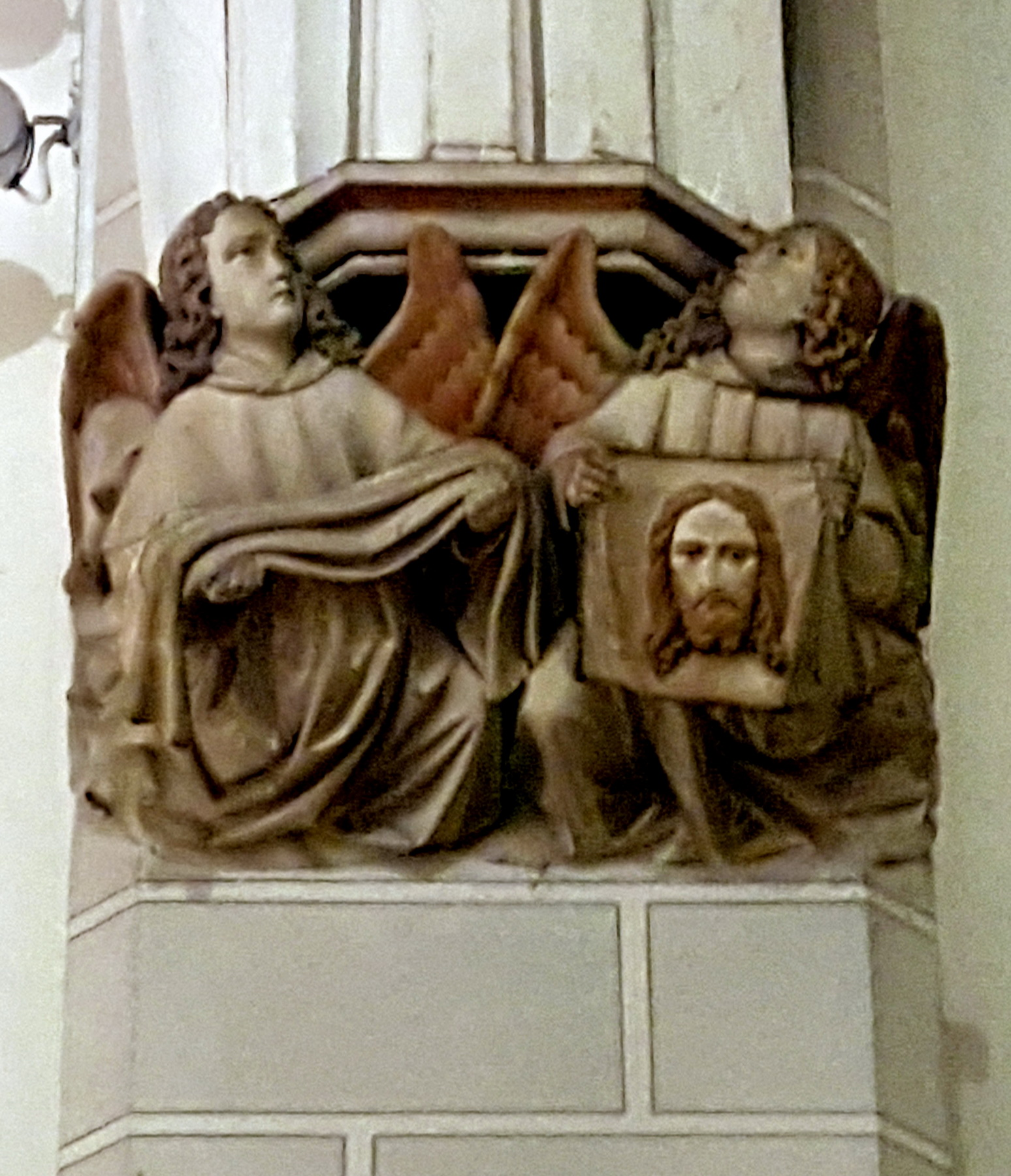
Gebeeldhouwde console
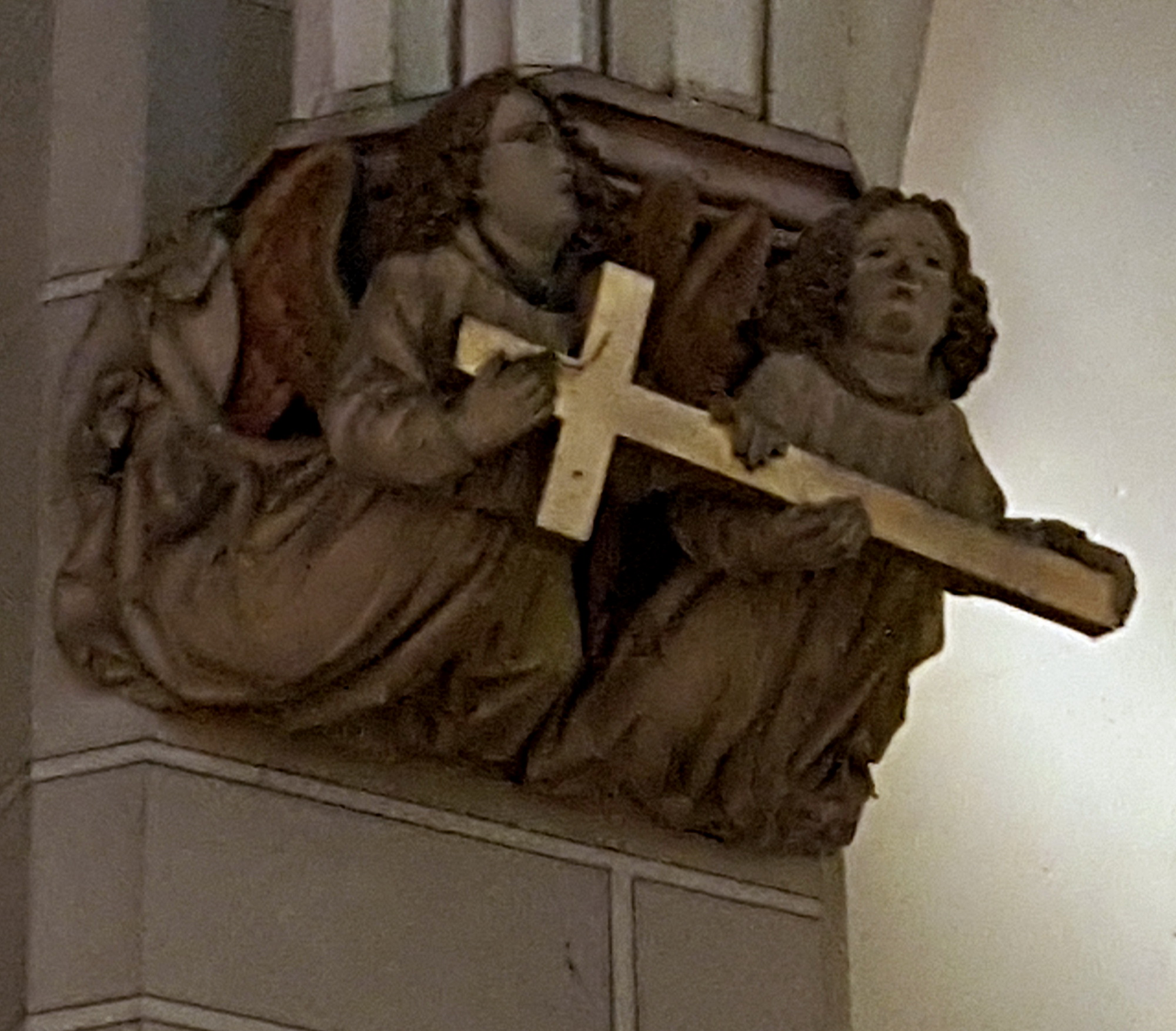
Idem

De vier glas-in-loodramen zijn neogotisch en illustreren de schatkamerfunctie die de kapel van 1873 tot 1982 had. Afgebeeld zijn heiligen, wier relieken in de schatkamer bewaard worden, en donors aan de kerk en schatkamer, waaronder diverse koningen. Blikvanger in de kapel is het laatgotische altaarretabel, dat in een spitsbogige altaarnis in een uitbouw van de zuidelijke muur van de kapel staat. De nis vormt tevens de doorgang naar de naastgelegen sacristie. Naast het moderne volksaltaar staat een sacramentshuis ontworpen door Gène Eggen. In de kapel staan twintig moderne kerkbanken, die elk plaats bieden aan vijf volwassenen. Sint-Servaas is de patroonheilige van de kapel, wiens beeld geflankeerd door een kaarsenstandaard tegen de achterwand staat. Daar bevindt zich ook het orgel, een achttiende-eeuws kabinetorgel van Johannes Petrus Künckel, in 1982 aangeschaft met de opbrengst van het Preuvenemint.

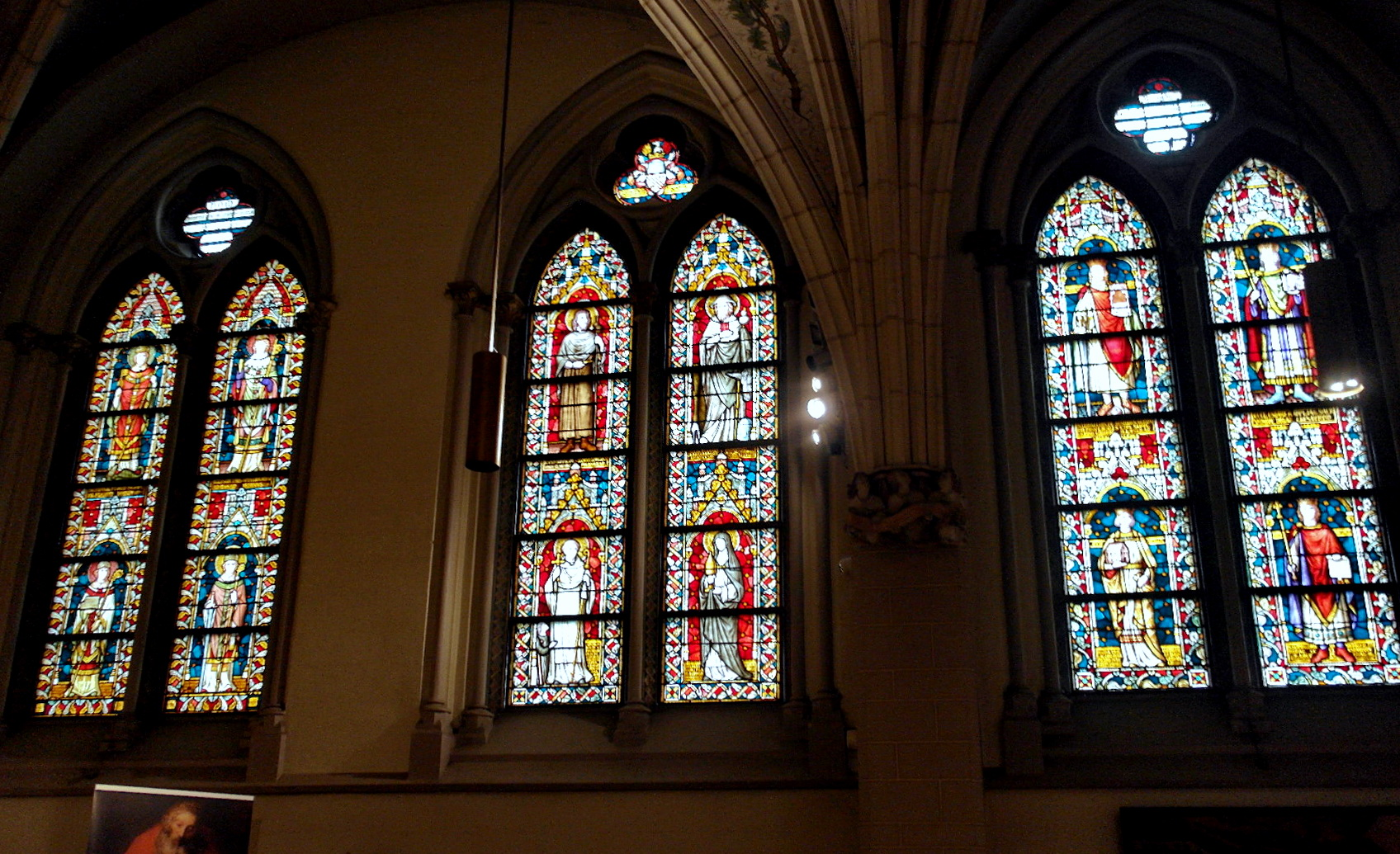
Neogotische vensters
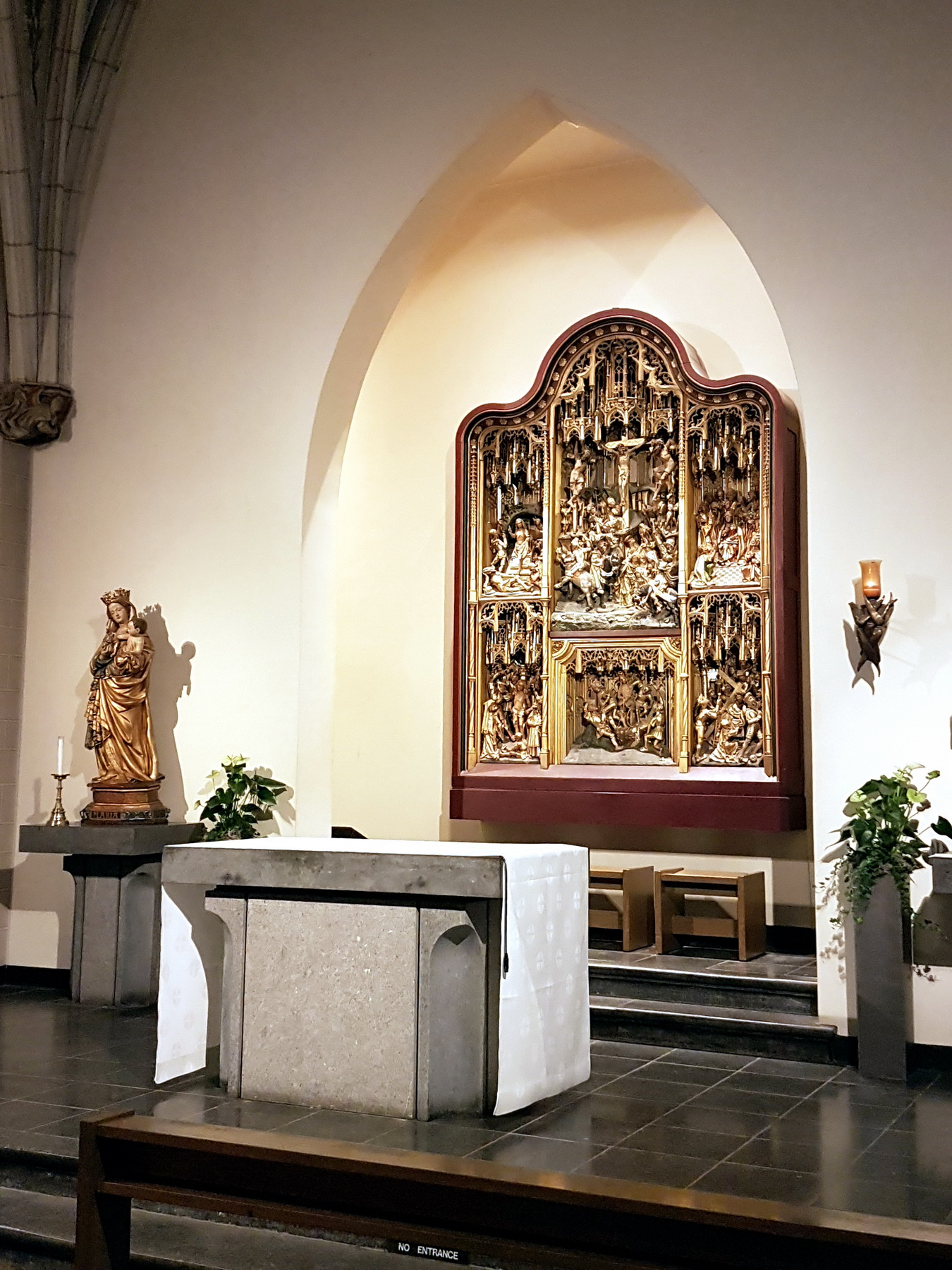
Priesterkoor
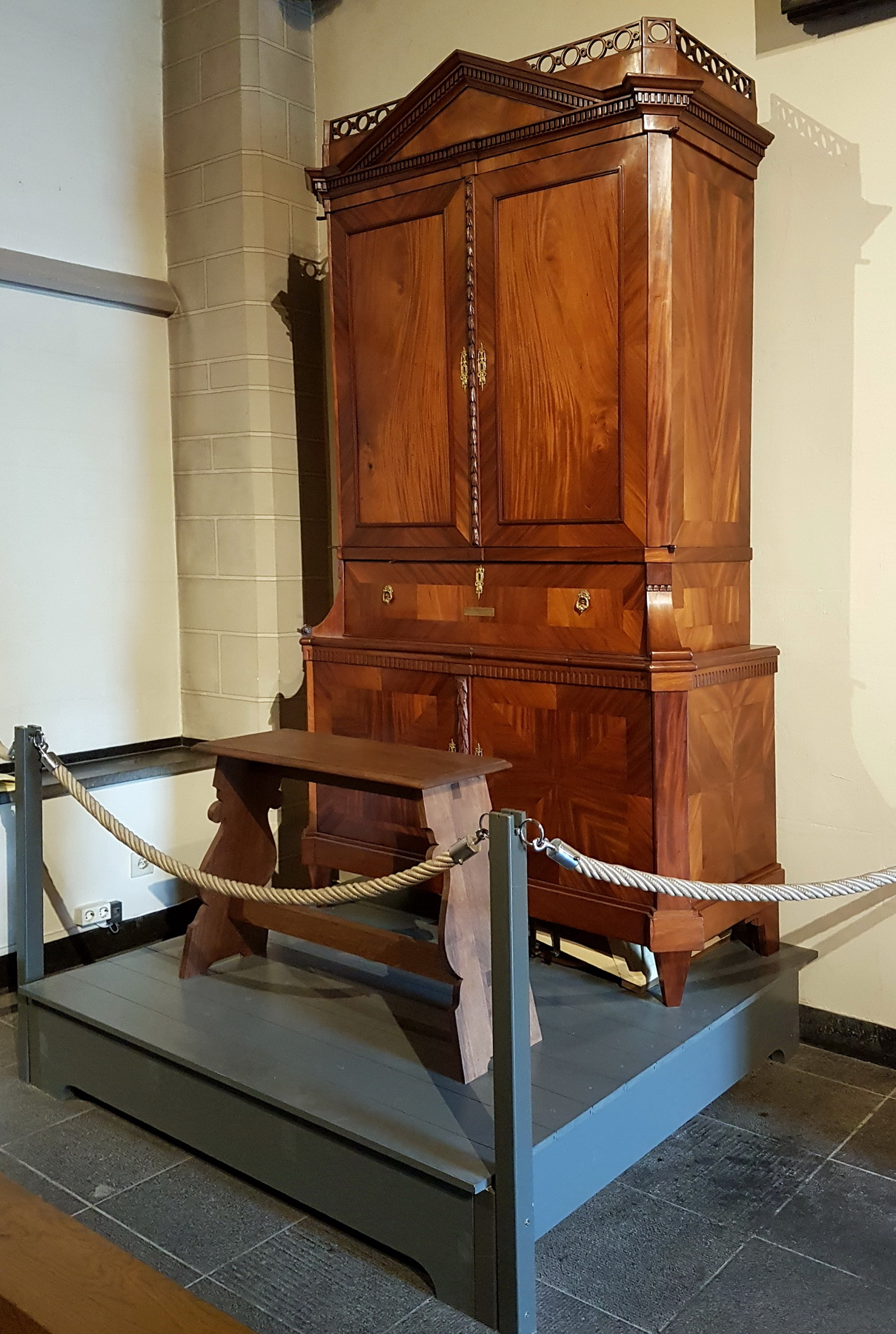
Kabinetorgel, gesloten
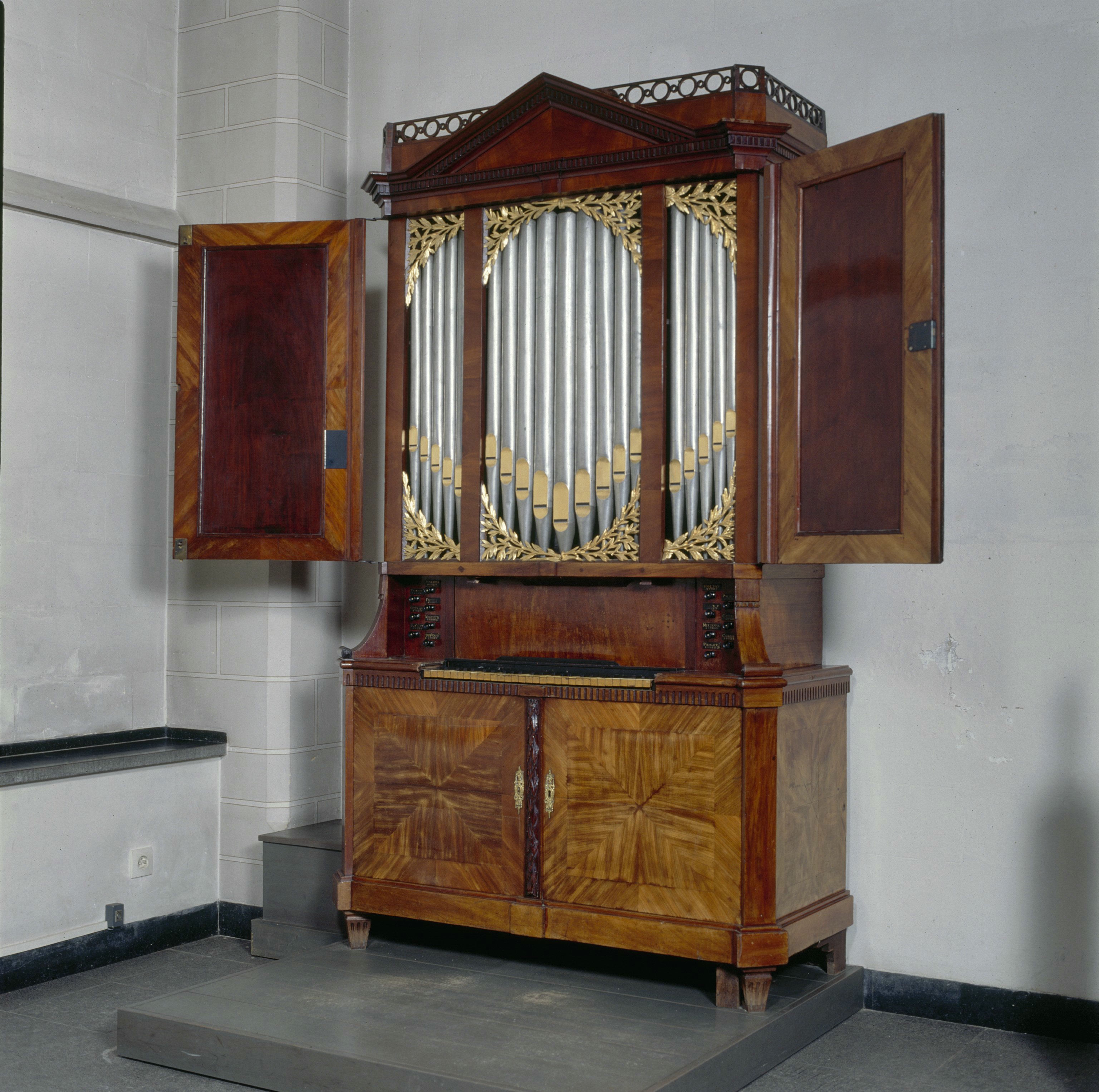
Kabinetorgel, geopend

### Interieur sacristie
De sacristie bestaat uit twee delen, van elkaar gescheiden door een grote rondboog, waarin een zeventiende-eeuws koorhek is geplaatst. Het eikenhouten balusterhek sloot voorheen de toegang tot de schatkamer af. In het noordelijk gedeelte bevinden zich twee doorgangen naar de lager gelegen kapel. De neogotische schilderingen op de zuidwand en het houten tongewelf zijn in jaren tachtig gerestaureerd. Aan de wit gestukadoorde oostwand hangen enkele schilderijen. In de tegenoverliggende muur bevinden zich zes spitsboogvensters met helder glas. Het zware eikenhouten meubilair is afkomstig uit de oude sacristie. Een oude credenskast is afkomstig uit het voormalige Sint-Andriesklooster.

### Beelden en schilderijen
In een nis in het priesterkoor hangt een laatgotisch retabel, dat afkomstig is uit de Sint-Martinuskerk in Wyck. Het gesneden retabel is waarschijnlijk omstreeks 1530 in het Maasland, mogelijk in Maastricht, ontstaan. Het beeldt het passieverhaal van Jezus uit.
Naast het retabel staat een vijftiende-eeuws beeld van een Madonna met Kind ("Madonna met de druiventros"). Het lindenhouten beeld is 140 cm hoog en waarschijnlijk afkomstig uit het gebied van Gelre of de Nederrijn. Boven de toegangsdeur hangt een laat-middeleeuws corpusbeeld van Christus. Achter in de kapel stond tot voor kort een modern houten beeld van Sint-Servaas, gemaakt door Sjef Eijmael en ingezegend door paus Johannes Paulus II bij diens bezoek aan de kerk op 14 mei 1985. Het beeld is een kopie van het Servaasbeeld van Charles Vos boven de Sint-Servaasfontein op het Keizer Karelplein. Het beeld is omstreeks 2025 enkele meters verderop verplaatst, naast de ingang van de kapel in de westelijke kruisgang.

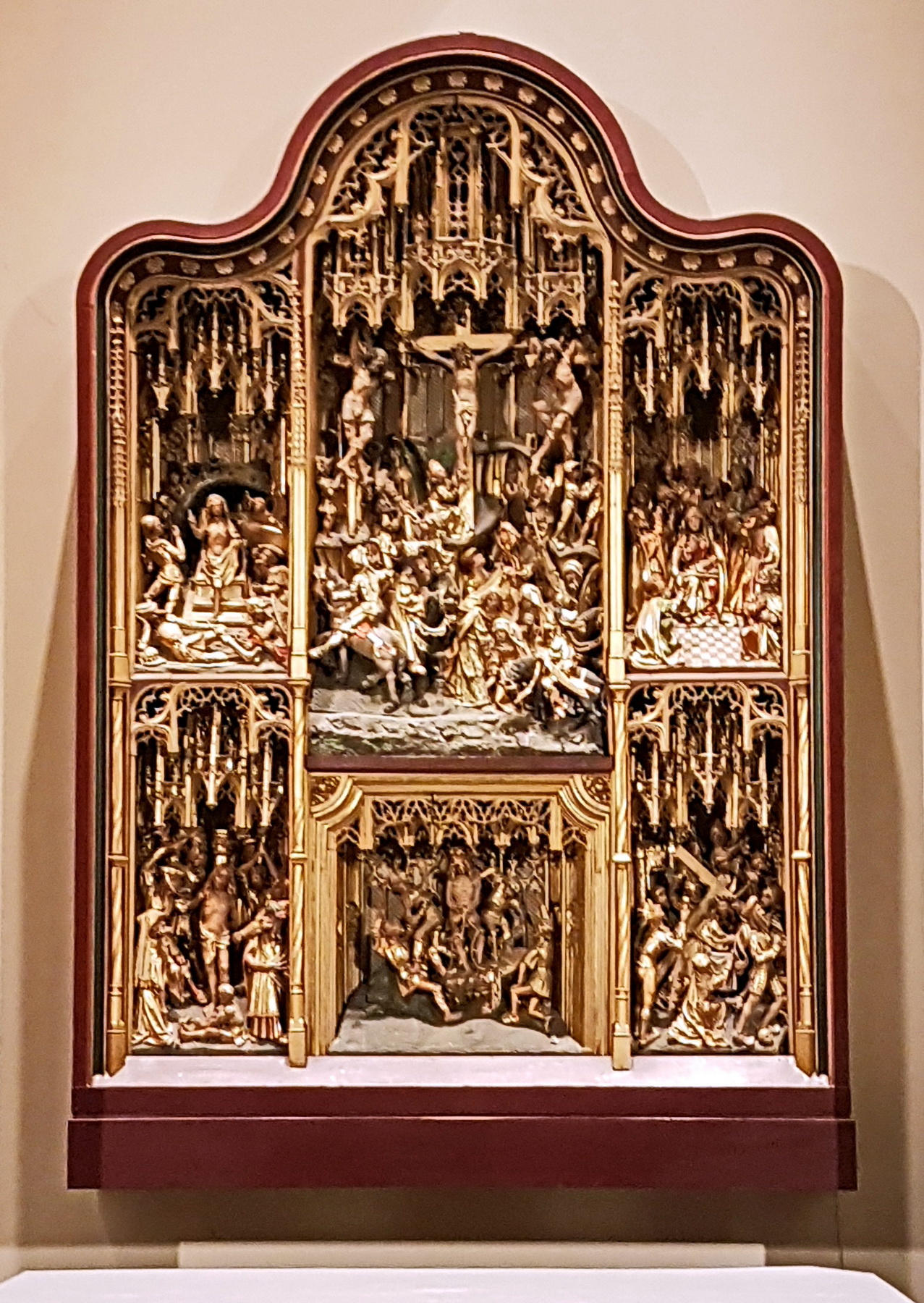
Passieretabel, ca. 1530
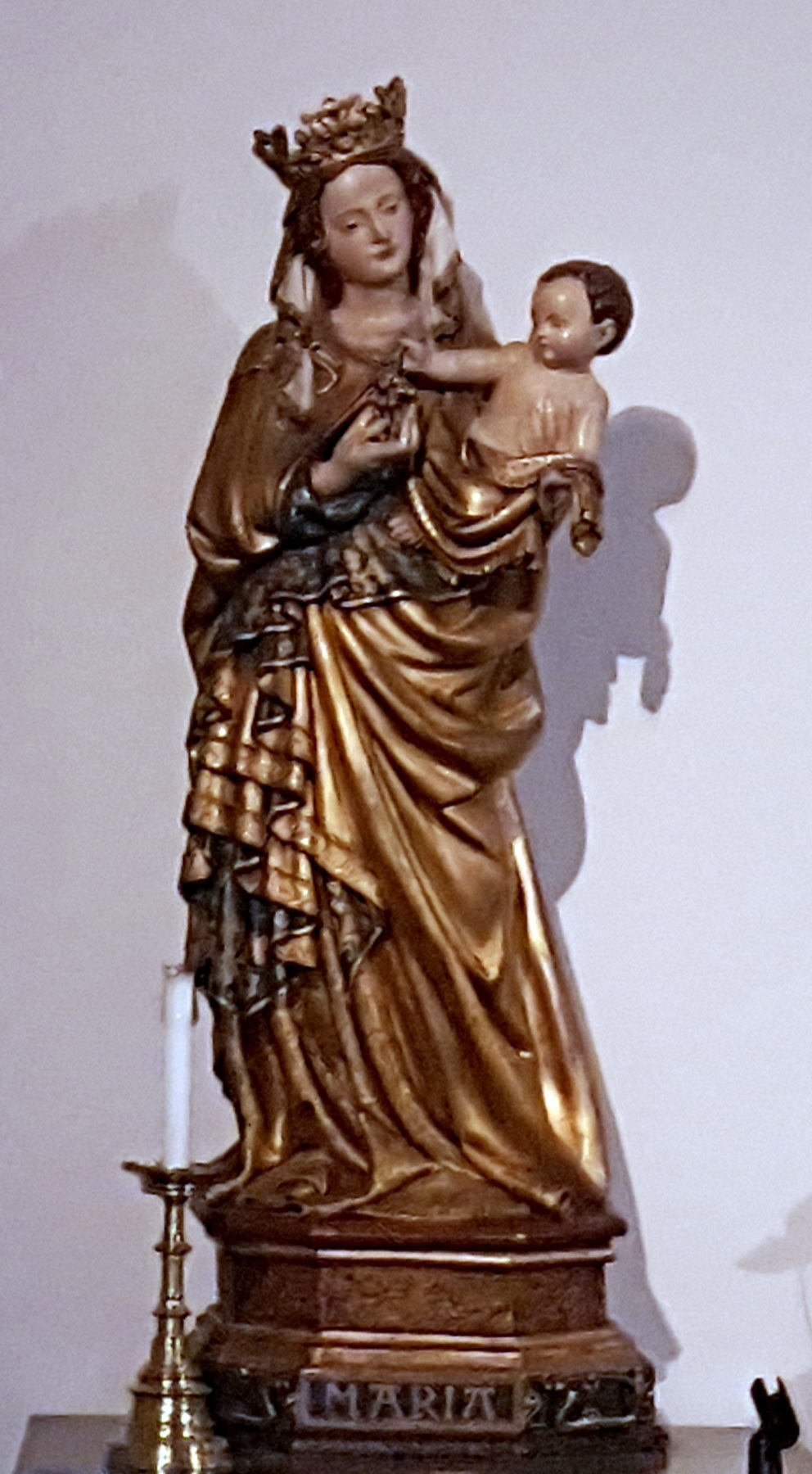
Madonna met de druiventros, 15e eeuw
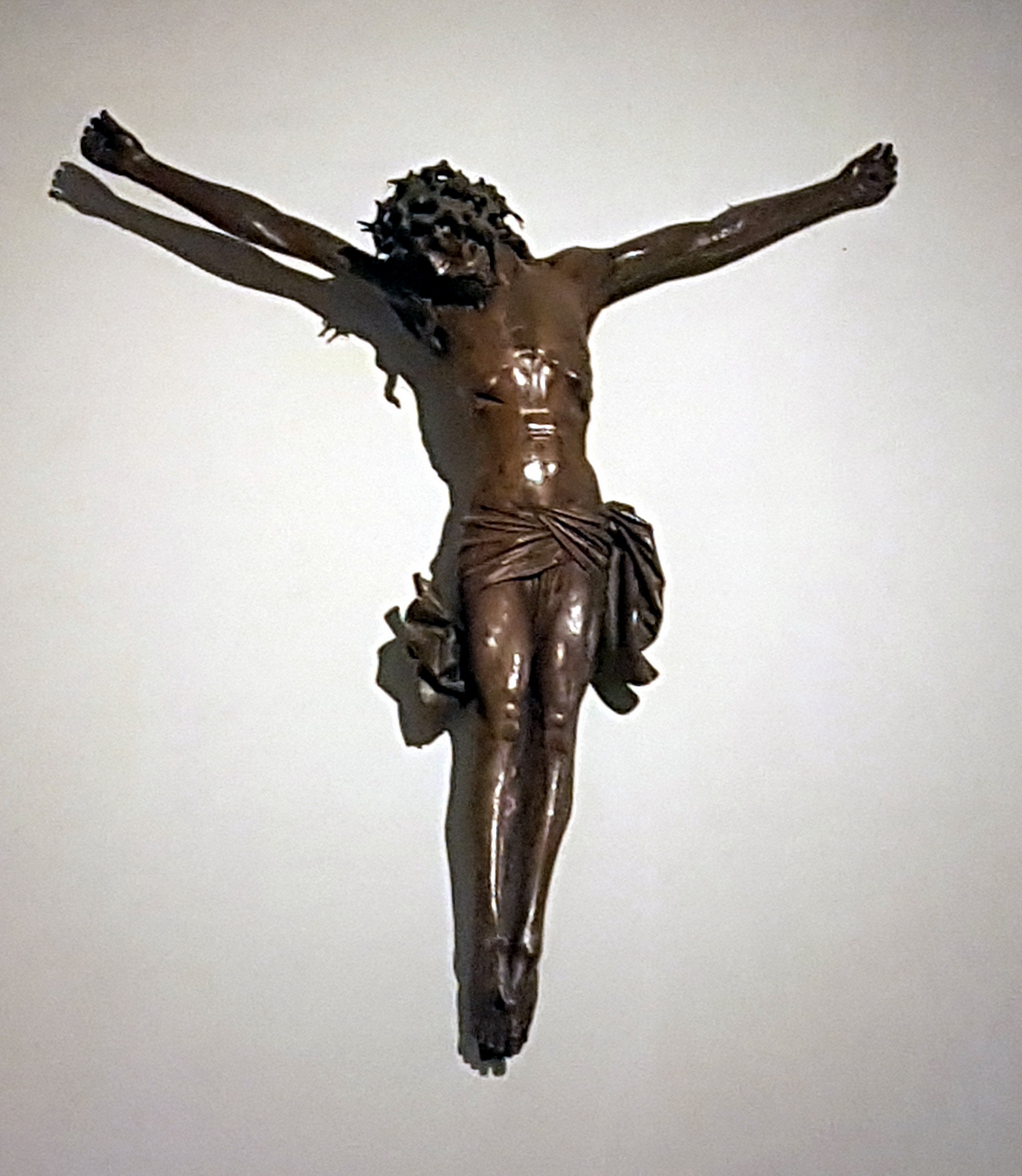
Corpus, laat-15e-eeuws
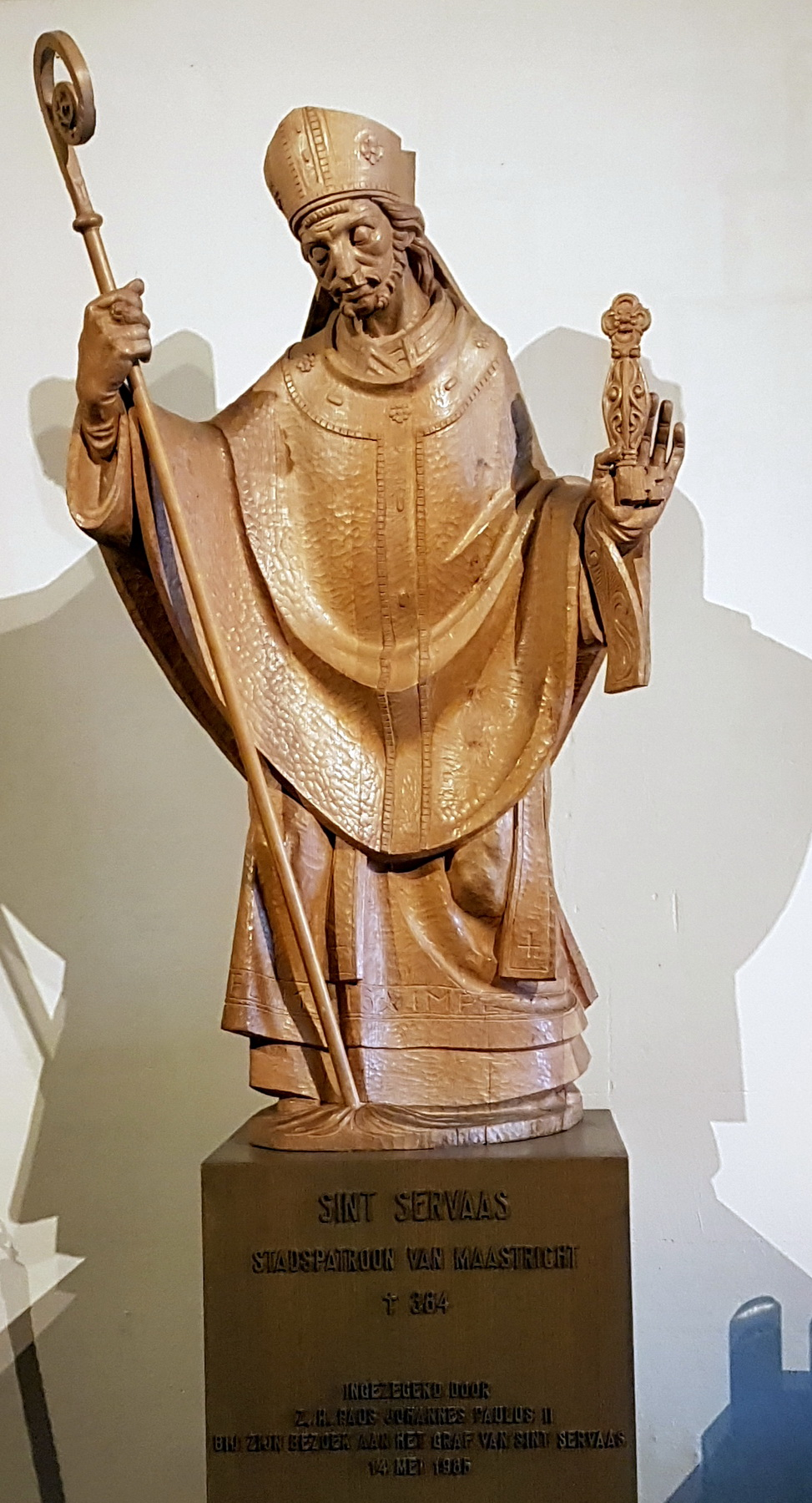
Sint-Servaasbeeld, ca. 1985

Op de westelijke muur, onder een neogotisch raam, hangt een schilderij dat de pestepidemie van 1632-'33 als onderwerp heeft. In Maastricht stierven toen 25 kapucijnen doordat ze besmet waren geraakt bij het verzorgen van de zieken. Aan de tegenoverliggende muur hangt een ander zeventiende-eeuws schilderij van een onbekende bisschop knielend voor een engel. Het schilderij wordt toegeschreven aan de Antwerpse barokschilder Gaspar de Crayer (1584-1669). Aan de noordwand hangt een negentiende-eeuws schilderij van de Maastrichtse schilder Théodore Schaepkens (1810-1883) met als onderwerp de ten-hemel-opneming van Sint-Servaas, omringd door engelen.

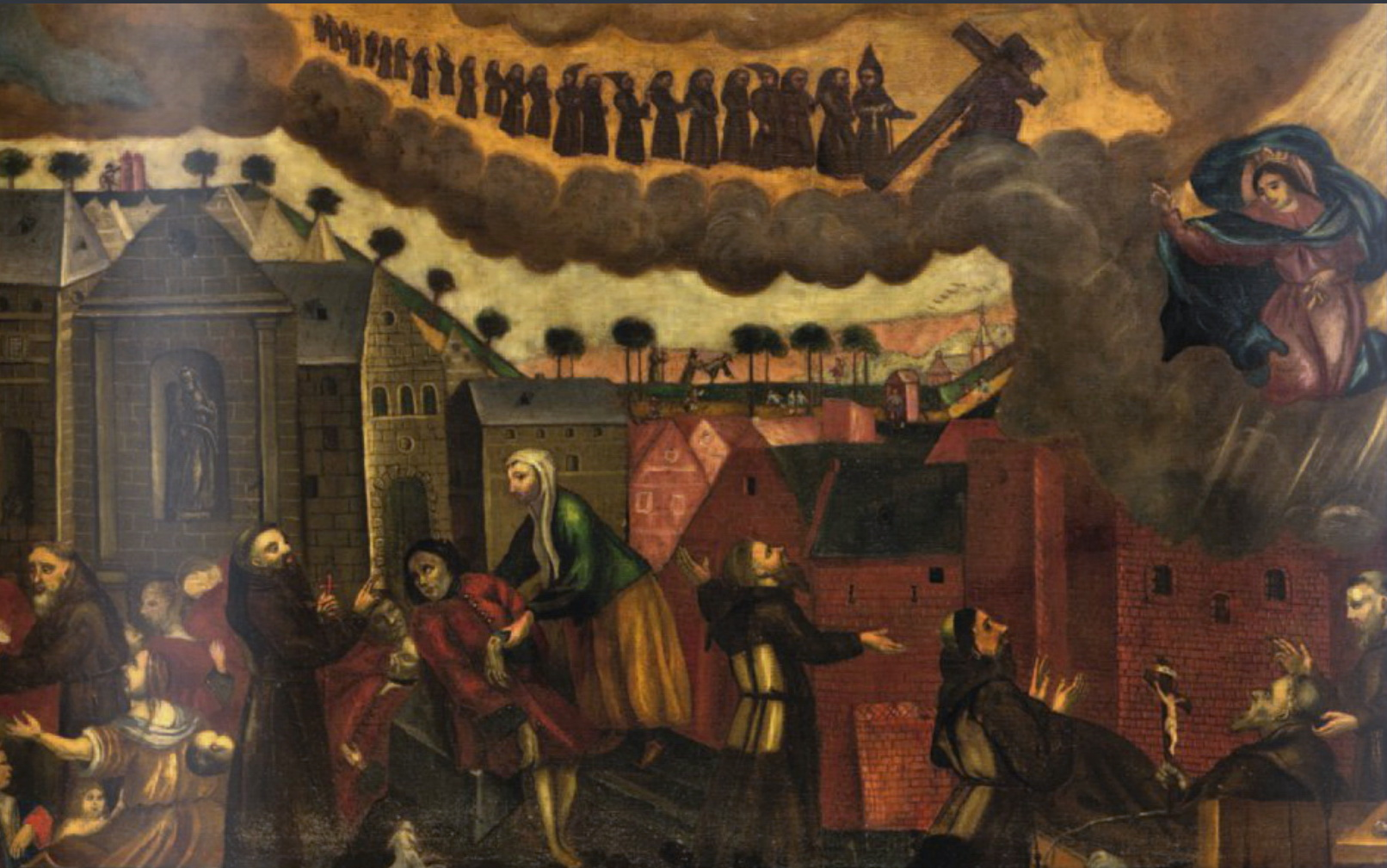
Kapucijnen verzorgen pestlijders
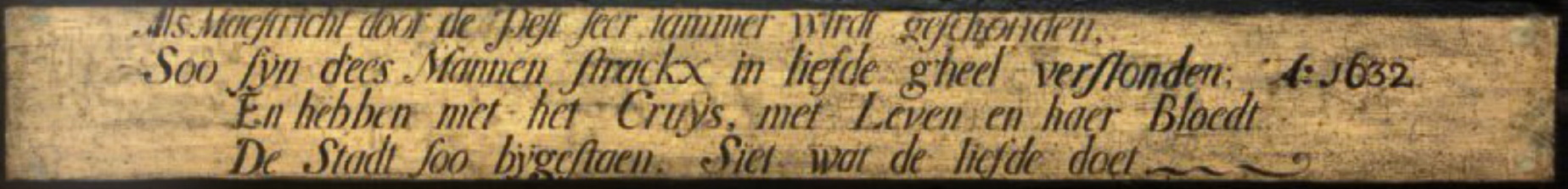
Idem, onderschrift
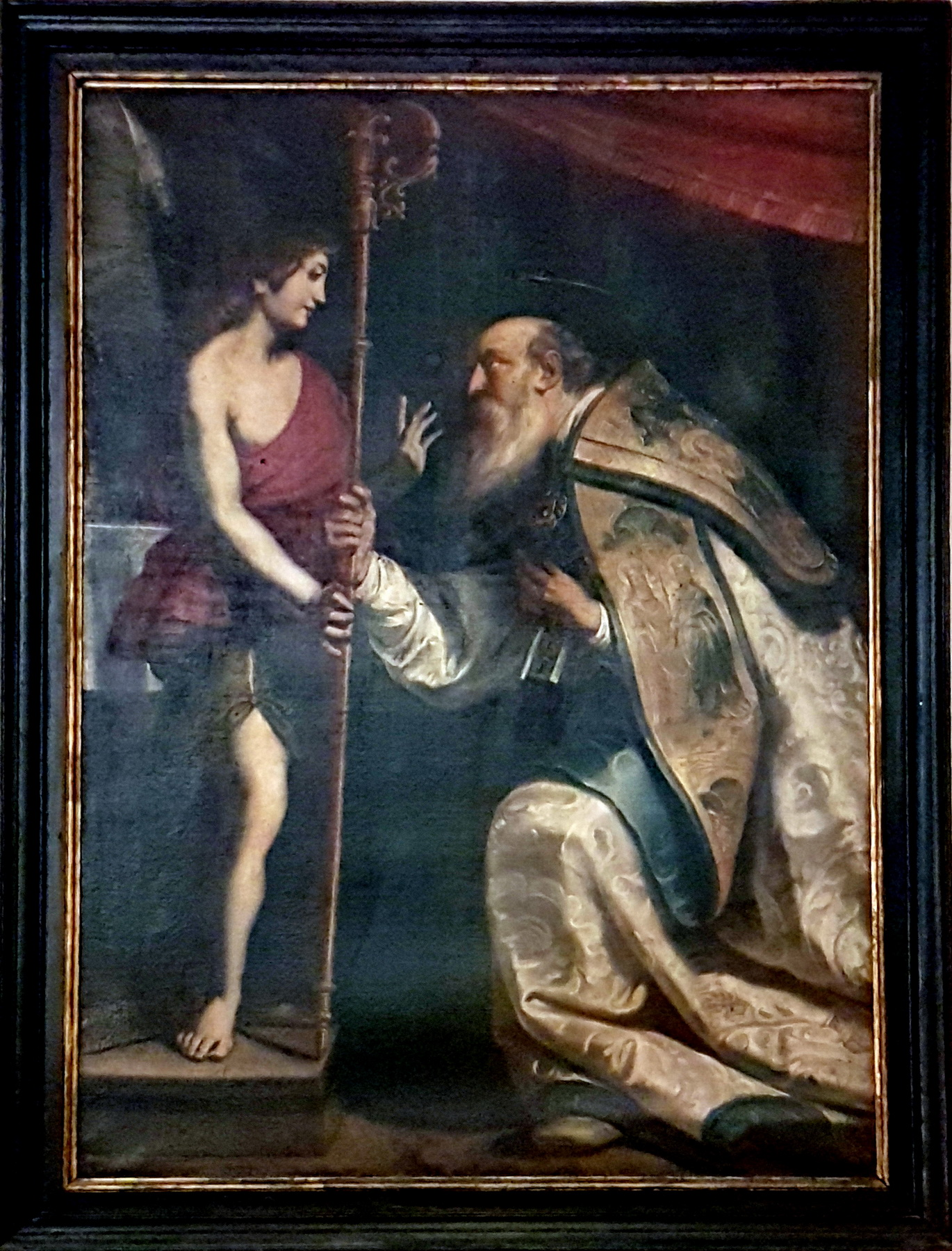
Heilige bisschop, 17e eeuw
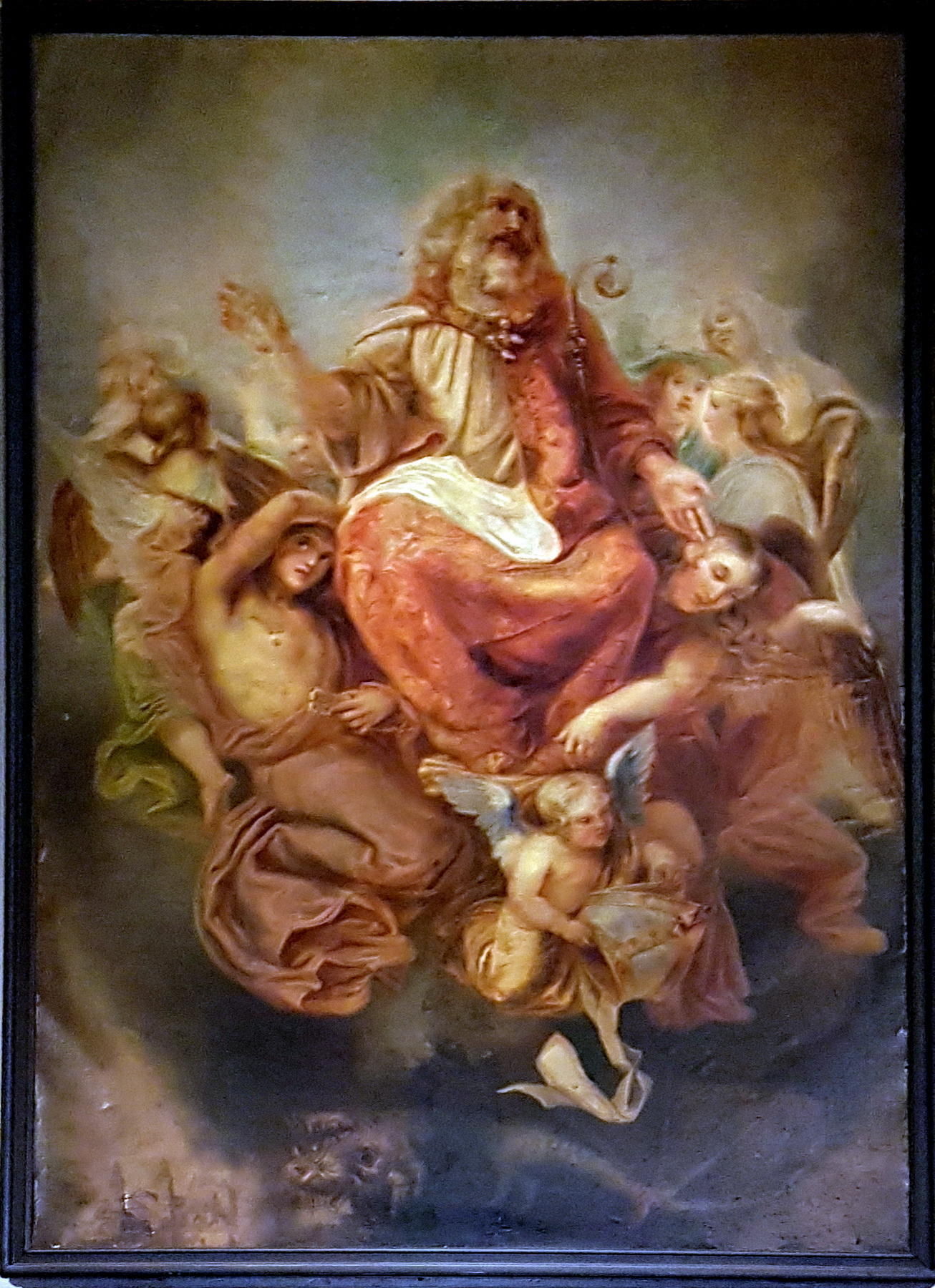
Hemelvaart van Sint-Servaas, ca. 1840